# Острата вила
О̀страта вѝла е най-високият връх на Светиилийските възвишения (415,9 m). До 1989 г. носи името Острия чатал.
Върхът е изграден от варовици, формирани са карстови явления. Склоновете са му полегати, покрити с тревни и храстови формации. В подножието му, на 1,5 km в посока изток-югоизток, извира река Овчарица, която е ляв приток на река Сазлийка.